# 彭城郡
彭城郡，或為楚國、楚郡、彭城國，中國古代郡、國名，漢初的十國之一。

## 历史

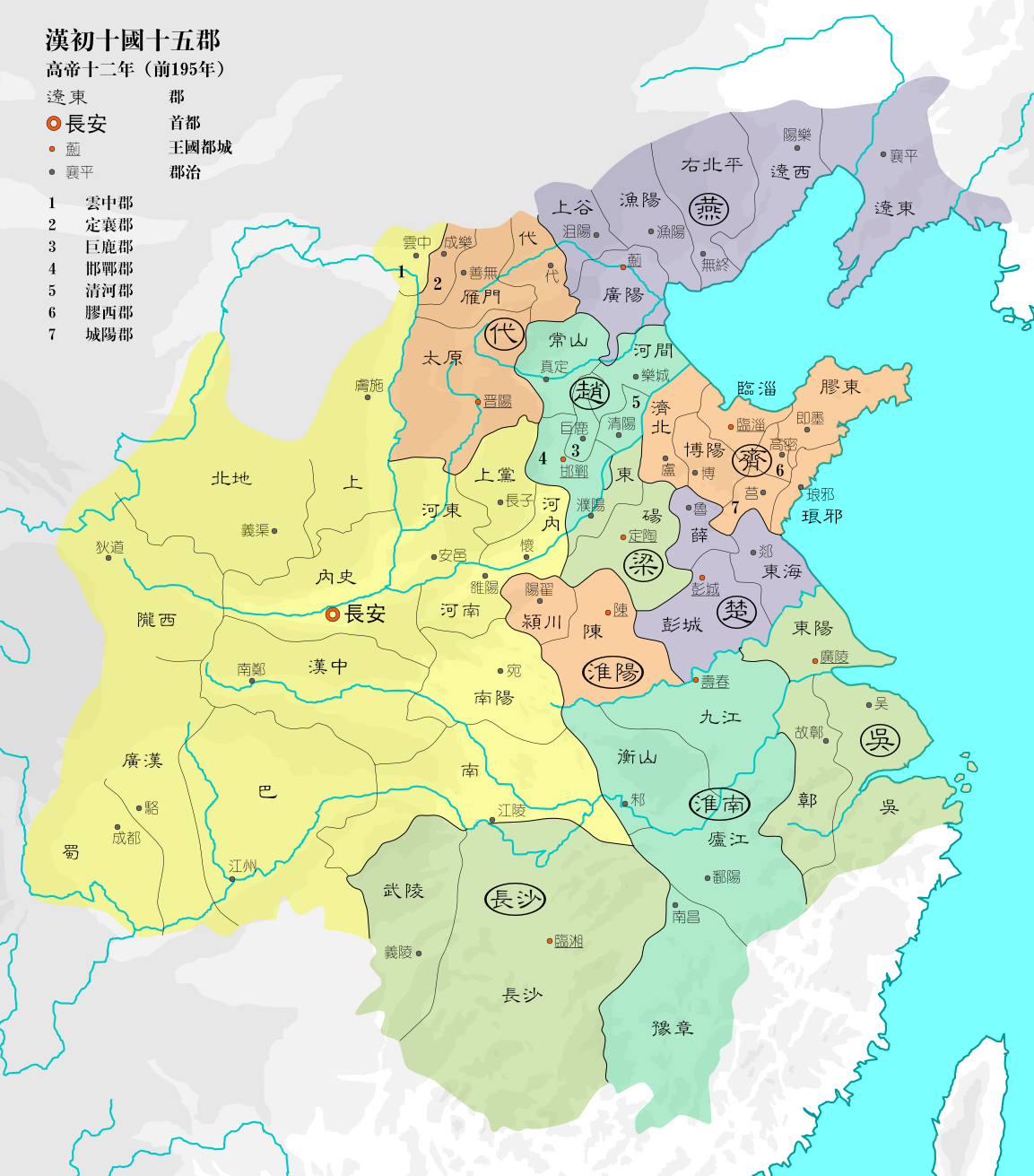
前195年，漢朝初期楚國所在的位置。

楚漢時期建立的行政區劃，郡治在彭城縣（縣治在今江蘇省徐州市）。秦代其地屬泗水郡。漢高帝六年（前201年），封劉交為楚王，以東海郡、薛郡、彭城郡三十六縣置楚國。彭城郡為漢代楚國的核心部分。景帝三年（前154年），楚王劉戊聯合吳、趙、濟南、菑川、膠東、膠西國諸王發動七國之亂。亂平後，楚國本應置郡，但因景帝不忍絕楚元王之祀，故立平陸侯劉禮為楚王。於是彭城郡北部數縣仍為楚國，析彭城郡南部置沛郡，以楚國之薛郡置魯國。宣帝地節元年（前69年），楚王劉延壽畏罪自殺，楚國除為彭城郡。甘露三年（前51年），徙皇子定陶王劉囂為楚王，復置楚國。成帝元延元年（前8年），楚國領七縣：彭城、留、梧、傅陽、呂、武原、甾丘。屬徐州刺史部。其轄境大致相當於今江蘇省徐州市中部、安徽省淮北市東部一帶。
王莽改彭城爲和樂。漢光武帝建武十五年，封皇子劉英為楚公，十七年進為楚王，楚郡復為國。明帝永平十三年，楚王英謀反，國除為楚郡。章和二年，和帝以楚郡置彭城國，徙六安王劉恭為彭城王。順帝永和五年（140年），彭城國領八縣：彭城、武原、傅陽、呂、留、梧、甾丘、廣戚。至漢末不改。
魏、晉置彭城國。北魏置彭城郡，為徐州州治。隋大業三年（607年）廢徐州為彭城郡，治彭城縣，領十一縣：彭城、蘄、穀陽、沛、留、豐、蕭、滕、蘭陵、符離、方與。唐武德四年（621年），平王世充，置徐州。天寶元年（742年），廢徐州，復置彭城郡。下辖彭城县、符离县、萧县、丰县、滕县、沛县、蕲县。乾元元年復為徐州。

## 西漢楚王
| 姓名   | 諡號   | 在位時間         | 備註                                       |
| 韓信   |        | 前202年至前201年 | 始封齊王，後徙封楚王，再貶為淮陰侯。       |
| 劉交   | 楚元王 | 前201年至前178年 | 漢高帝之弟。                               |
| 劉郢客 | 楚夷王 | 前178年至前174年 | 元王子。元王太子辟早亡，郢客以上邳侯嗣位。 |
| 劉戊   | 無     | 前174年至前154年 | 夷王子。參與七國之亂，兵敗自殺。           |
| 劉禮   | 楚文王 | 前154年至前151年 | 元王子，以平陸侯嗣位。                     |
| 劉道   | 楚安王 | 前151年至前129年 | 文王子。                                   |
| 劉注   | 楚襄王 | 前129年至前117年 | 安王子。                                   |
| 劉純   | 楚節王 | 前117年至前101年 | 襄王子。                                   |
| 劉延壽 | 無     | 前101年至前69年  | 節王子。與廣陵王劉胥結黨，畏罪自殺。       |
| 劉囂   | 楚孝王 | 前51年至前25年   | 宣帝子，甘露二年封定陶王，次年徙封楚。     |
| 劉文   | 楚懷王 | 前25年至前24年   | 孝王子，無嗣。                             |
| 劉衍   | 楚思王 | 前23年至前2年    | 孝王弟，以平陸侯嗣位。                     |
| 劉紆   | 無     | 前2年至8年       | 思王子。王莽時國除。                       |

## 太守
唐朝彭城郡太守
- 李憕（744年）
- 路齐晖（748年）
- 王焘（751年）
- 郑济（752年）
- 贺兰进明（756年—757年）
- 尚衡（757年）[7]